# 아사마 산장 사건
아사마 산장 사건(일본어: 浅間山荘事件 아사마 산소 지켄[*])은 1972년 2월 19일 일본 나가노현 기타사쿠군 가루이자와정에 있는 가와이 악기 소유의 사원용 휴양 시설인 아사마 산장에서 일본 적군의 일부 세력인 연합 적군이 일으킨 사건을 말한다.
일본 연합 적군의 간부급 다섯 조직원인 사카구치 히로시(坂口弘), 반도 구니오(坂東國男), 요시노 마사쿠니(吉野雅邦), 가토 미치노리(加藤倫教), 가토 모토히사(加藤元久)와 나머지 10명의 조직원이 아사마 산장 관리인의 배우자를 인질로 하여 10일 간 산장에서 경찰과 대치하였는데 인질은 약 219시간 정도 감금되었다가 모두 무사히 풀려났으며, 일본에서 경찰과 대치 중에 일어난 인질 사건으로 인해 인질이 감금된 시간 기록에서는 가장 긴 기록으로 남아 있다.
당시 상황은 모두 텔레비전으로 중계되었다. 당일 일본 내 총 세대 시청률은 조사 개시 이래 최고의 수치를 기록하여 JST 오후 6시 26분 경에는 NHK와 기타 민방을 합쳐 간토 기준 89.7%를 기록하였다. 같은 날 NHK의 특보 프로그램 (9시 40분부터 10시간 40분 동안 방송)은 평균 50.8%의 시청률을 기록하였다.
진압 후 일본 경찰이 아사마 산장을 조사하면서 아사마 산장을 점거했었던 연합 적군이 사상 단결을 구실로 29명의 적군파 대원중 12명을 구타를 포함한 잔학한 방법으로 살해한 것이 드러났다. 이는 일본 전 국민들에게 큰 충격을 주었고, 전국에서 활동하던 적군파 대다수가 회의감을 느끼게 하여 일본 적군파가 해체되는 제일 큰 원인이 되었다.

## 개요
1972년 2월 19일 일본 신좌익조직연합 적군의 잔당 멤버 5명이 관리인 아내(당시 31세)를 인질로 아사마 산장에 틀어박혔다. 산장을 포위한 경시청 기동대 및 나가노현 경찰 기동대가 인질 구출 작전을 벌이는 데도 난항을 겪어 사망자 3명(기동대원 2명, 민간인 1명), 중경상자 27명(기동대원 26명, 언론인 1명)이 발생했다.열흘째인 2월 28일 부대가 강행 돌입해 인질들을 무사히 구출하고 범인 5명은 전원 체포됐다.인질들은 219시간(약 9일) 동안 감금되어 있으며 경찰의 포위 기간 중 인질극으로는 일본 최장 기록이다.

## 아사마 산장의 개요와 현재
사건의 무대가 된 아사마 산장은 당시, 「가루이자와 휴양소 아사마 산장」이라고 하는 이름으로 가와이 악기 제작소 건강보험 조합이 소유하고 있어 현재의 카루이자와 레이크 뉴타운내에 있었다. 가루이자와 레이크 뉴 타운은 1962년부터 개발이 시작된 리조트 별장지로, 많은 호텔이 들어서고, 1963년에는 카루이자와호라고 하는 호수도 완성해 인기를 얻었지만, 산속이기도 해, 경합 하는 휴양지가 나타나기 시작하면 서서히 쇠퇴해 갔다. 현재는 당시의 개발 구역의 일부만 남아 있어 2007년에는 가루이자와호수 근처에 가루이자와 레이크 가든이라고 하는 영국식 정원이 개업했지만, 일찌기만큼의 번잡함은 없고 산속의 조용한 별장지로서 존속하고 있다.

## 사건의 발단
1971년
1970년대 초 연합적군의 전신인 일본공산당(혁명좌파) 가나가와현 위원회(언론통칭 게이힌 안보공투) 및 공산주의자동맹 적군파는 각각 연쇄 은행강도사건 및 모오카 총포점 습격사건을 일으켜 자금과 총탄약을 입수하고 특이하고 흉포한 범행을 거듭하며 도주해 왔다. 이에 대해 경찰은 도시 지역에서 철저한 직무 질문과 아파트 거주자에 대한 롤러 작전을 실시하면서(마오카 총포점 습격 사건이 발생한 1971년 2월에는 '수사 강화 월간'으로 지정되어 전국 24만 개소의 일제 수사가 실시되었다) 총력을 기울여 그 행방을 쫓고 있었다. 한편 일련의 학원 분쟁이 종식되었을 당시 언론인들 사이에서도 일부 공안 담당 기자들을 제외하고는 양 조직의 존재조차 알려져 있지 않았다.
경찰에 쫓기던 양파 회원들은 군마현의 산악지대로 경찰의 눈을 피하기 위한 거점으로 산악베이스를 마련하고 연합 적군을 창설했다. 잠복하고 도피 행각을 계속했지만 곧이어 경찰의 산사냥이 개시된 데다 외부 원조 등도 끊겨 조직의 피폐화가 심해진다.
1971년의 연말부터, 산악 베이스에서 「총에 의한 섬멸전」을 실시하는 「공산주의화된 혁명 전사」가 되기 위한 「총괄」의 필요성이 최고 간부 모리 츠네오나 에이다 요코에 의해서 제시되어 동료내에서 상대의 인격에까지 파고든 자기비판과 상호 비판이 점차 에스컬레이트 해져, 「총괄」에 집중시키기 위해 폭행·극한의 옥외에서의 속박·절식의 강요 등,동시에 군마현경은 350명을 동원해 대규모 산사냥을 시작했고 현내 산악베이스에서 숨죽이고 있던 연합 적군 요원들에 대한 포위망은 좁혀지고 있었다.
1972년
1972년 2월 15일 인근 주민으로부터 '수상한 불길이 일고 있다'는 신고를 받고 달려온 군마현 경찰이 하루나 베이스의 불탄 흔적을 발견했다. 묘기산 베이스에 잠복 중이던 사카구치 히로시 등은 직전까지 사실상의 거점으로 사용하고 있던 신나산 베이스 철거지 발견 소식을 라디오를 통해 알게 되면 군마현 경찰의 포위망이 좁혀지고 있다는 사실을 깨닫고 멤버들에게 가섭산 베이스의 해체를 지시함과 동시에 자금 조달을 위해 상경하고 있던 최고 간부 모리 및 나가타와 협의하기 위해 도쿄로 향하려 했다.
사카구치·우에가키 야스히로등 5명은 모리·나가타와의 합류를 위해 도쿄에서 빌린 렌터카의 밴으로 출발했지만, 묘기호 근처 숲길에서 진창에 빠져 꼼짝할 수 없게 된 것을 부근을 수색하고 있던 경관 2명에게 들켜 직무 질문을 받는다. 경관등은 당초 차량의 탈출을 돕고 있었지만, 지명 수배되고 있던 사카구치·우에가키등 3명은 경관이 눈을 떼고 있는 틈에 도망, 남겨진 멤버 2명은 9시간의 차내에서의 농성 끝에(이 사이에 차내의 남녀는 경관등의 요청에 일절 응하지 않고, 통조림을 먹거나 방뇨 하거나 했다), 가엽산 베이스를 만들었을 때에 국유림의 나무를 위법 벌채했다고 한다.
이전에 운 좋게 지나가던 공사용 트럭에 편승해 베이스로 돌아갈 수 있던 사카구치등은, 집을 비운 6명의 멤버를 데리고(합계 9명), 모리·나가타에 부재중인 채로, 갑작스럽게 산을 넘어 군마현을 나와 인접한 나가노현의 사쿠시 방면으로 도망치기로 했다. 나가노현에서는, 아직 경찰이 동원되고 있지 않다고 생각되고 있었기 때문이다.
이날 경찰은 가섭 베이스 터도 발견해 연합 적군 멤버들의 행적을 서서히 포착하고 있었다. 사태를 두고, 동절기는 소인원수 밖에 배치되어 있지 않았던 카루이자와서가 한정된 인원을 할애해, 서장을 포함한 서원들이 권총을 휴대하고 와비토게에서 도주자를 기다리고 있었지만, 연합 적군 멤버는 경찰이 경계하고 있을 도로를 피해 굳이 급사면의 사와를 타고 이동하는 곤란한 루트를 선택했다.
헬리콥터나 경찰차를 피하면서 설산의 길 없는 길을 나아간 연합적군은, 장비의 빈약함과 엄동기라고 하는 기상 조건이 겹쳐 산중에서 길을 잃고, 가루이자와로 우연히 나와 버렸다. 덧붙여 경계중의 경관등에 의해서, 야간에 산중을 이동하고 있는 멤버의 손전등 불빛이나 날이 밝아 남겨져 있던 발자국이 발견되었지만, 너무나도 안쪽의 깊은 곳의 경관등에 의해서, 야간에 산중을 이동하고 있던 발자국도 밟은 것(발자취로 인해, 조금씩 밟은 것 등으로부터, 조금씩 밟아서 남게 된 것 같다). 만일 양자가 이 시점에서 접촉하여 서로 총격을 가했을 경우, 라이플을 소지한 연합적군에 대해 경찰은 권총으로 야외 총격전을 벌여야 하기 때문에 큰 피해를 입었을 것이라고 말하기도 한다.
한편, 도내에 있던 숲과 나가타도 하루나산·가섭산 베이스 부지가 발견된 것을 알고 사카구치들과 합류하기 위해 묘기산 베이스로 향하지만 이미 베이스를 버리고 탈출한 사카구치 등과 엇갈려 2월 17일에 산을 사냥하던 경찰관에게 발견되어 저항 끝에 체포되었다].
2월 19일 오전, 야마나카에서 야심한 연합 적군 멤버는, 우에가키등 4명을 정찰을 겸한 식료등의 사러 마을에 파견했다. 그러나, 카루이자와역의 열차내에서, 2편으로 나누어져 있던 우에가키 그룹은 직무 질문을 받았다. 한 사람은 사제폭탄이나 실탄을 소지하고 있는 것이 발견돼 총도법 위반 현행범으로 체포됐고, 다른 한 사람은 순간적으로 주소지로 지목한 나가노 시내 지명이 엉터리임을 현지 출신 경관에게 간파당해 도주를 시도하다 체포된다.이 체포극의 발단은 장기간 입욕하지 않았기 때문에 악취를 풍기고 있던 멤버들을 역 판매점의 점원이 의심스럽게 생각해 역의 조역에게 통보한 것이었다[16][17].
이렇게 29명이 있던 연합적군 멤버는 이곳까지 12명이 산악베이스로 살해되고 4명이 탈주, 8명이 체포된 결과 사건 발생 직전에는 사카구치 반도 구니오 요시노 마사쿠니 가토 노리노리 가토 노리노리 동생(이후 가토 동생으로 표기) 등 5명만 남았다. 레이크 뉴타운 부근 설동에 대기하고 있던 연합 적군 멤버는 라디오를 통해 4명의 체포 소식을 접하자 자신들이 가루이자와에 있다는 것을 깨닫고 경찰의 추적을 두려워해 이동을 시작했다. 수사진도 체포자들이 레이크 뉴타운 방면에서 왔다는 사실을 탐문해 수사망을 좁혔다.

## 사건의 경과(아사마산장에의 농성에서 제압까지)

### 2월 19일
설동을 나온 연합 적군 멤버들은 곧 자신들이 별장지 변두리에 있다는 것을 알게 된다.카루이자와 레이크 뉴 타운은 당시 새로운 별장지로, 연합 적군이 가지고 있던 지도에는 아직 기재되어 있지 않았다.
2월 19일의 정오경, 멤버는 카루이자와 레이크 뉴타운에 있던 무인의 「사츠키산장」에 침입해, 부엌 등에 있던 식량을 먹고 휴식하거나 세면이나 옷을 갈아입거나 하고 있었지만, 수색중의 나가노현 경찰 기동대 일개 분대(5명. 레이크 뉴타운 부근의 별장의 수사를 하고 있었다가 이 건물을 검색해, 안에 사람이 있는 것을 감지한다고, 비의 바깥에 오는 것을 알린다.사카구치는 이에 응답하지 않은 채 발포, 즉석에서 기동대측도 권총을 발포해 이것에 응전한 후, 요시노도 참가해 총격전이 되었다.카토 린쿄가 사카구치에게 경찰관을 포위하고 경찰차를 빼앗아 도주할 것을 제안했지만 사카구치는 아무 대답도 하지 않았다고 한다.
15시 10분쯤, 현장으로부터 범인 발견과 발포를 받고 있는 취지의 긴급보가 내려져 카루이자와서의 서장실에 있었다(서장은 다른 협의로 부재) 경비 제2과장 키타하라 카오루아키가 있던 경찰차에 뛰어 올라 현장에 급행했다(이 때, 키타하라는 거의 사용한 적이 없는 경찰차의 무전기로 「현하의 무선은 전부 침묵!」 「동북신 각」
15시 20분쯤 조직원들은 총을 난사하며 사츠키 산장을 탈출해 자동차가 있는 집을 수소문하던 중 아사마 산장을 발견했다. 이 때, 기동대 2명이 연합 적군 멤버에게 맞아 부상당했다]. 최초로 침입한 사카구치가 관리인의 아내를 발견, 관리인이나 숙박객은 외출하고 있어 산장내는 관리인의 아내 한 명 뿐이었다. 사카구치는 관리인의 아내에게 「떠들거나 도망치거나 하지 않으면 위해를 가하지 않는다」라고 반복해 말하고 인질로서 농성하기로 했다.
요시노는 관리인 아내의 구속에 이의를 제기해 차를 빼앗아 달아날 것을 제안했지만 사카구치는 관리인 아내를 인질로 경찰에 모리(森)와 나가타(永田)의 석방과 아사마(浅間) 산장 멤버의 도주를 보장시키려 계획했다. 그러나 요시노가 이에 반대했기 때문에 이 계획은 단념되었지만 모두가 식사를 하지 않은 것, 사카구치 자신이 우에가키에게 오른쪽 신발을 빌려주고 있고 신지 않은 것을 들어 산장에 머물 생각을 나타내자 반도 동조했기 때문에 최종적으로 요시노가 사카구치의 의견에 꺾여 농성하기로 결정했다.
사카구치가 차의 키의 소재를 인질에게 물으면, 차의 키는 나가고 있는 인질의 남편이 가지고 있다고 대답했기 때문에 자동차로의 도주도 단념했다(덧붙여 연합적군 5명 중에, 차의 면허를 가지고 있는 사람은 없었다). 사건 후 자동차 열쇠는 산장 현관에서 발견되었다고 한다. 사카구치는 인질에게 '인질이 아니라 도움을 청한 산장의 관리인'이라는 설명을 했으며, 이후 이러한 생각에 얽매여 인질을 이용할 생각을 포기할 수밖에 없었다. 경찰측은 인질로 잡혀 있는 데다 충분한 인원이 도착하지 않았고, 또 다른 연합 적군의 호응 우려도 있어 돌입하지 못하고 설득을 시도하고 있는 가운데 연합 적군 요원들은 산장 내에 바리케이드를 쳤다.
이미 체포돼 본 사건의 발발을 통보받은 연합적군 지도자인 모리 쓰네오는 시부카와 서원에게 경찰이 전원 사살을 하지 않는 대신 자신이 농성 중인 조직원을 설득해 투항시키겠다며 현지에 보내줄 것을 요구했으나 그 전에 진술할 것을 요구했고 모리 측은 이를 거부해 실현되지 않았다고 한다. 모리(森)는 이 자신의 행동을 「패배주의」 「항복주의」로서 사건 후에 자신을 비판하고 있다.

### 2월 20일
2월 20일, 아침 식사 후 사카구치, 반도, 요시노의 3명이서 향후의 방침을 협의. 요시노가 경찰의 포위망을 강행 돌파하는 것을 주장했지만 다른 2명의 반대에 부딪혀, 자설을 취하했다. 요시노는 항전하다가 살해되는 것을 염두에 두고 이러한 주장을 했다고 체포 후 증언했다고 한다. 사카구치는 인질을 자신들의 도주 거래에 사용할 것을 한 번은 제안했지만 전날 밤 인질에게 인질이 아니라고 설명한 점, 산악 베이스 사건 희생자에 대한 보상을 위해서도 경찰 권력과 싸울 수밖에 없다고 생각했기 때문에 이 생각을 취하한다.
사카구치는 「여기서 철저 항전한다. 하루라도 길게 총격전을 벌이는, 경찰관에게 항복하지 않는, 하루라도 길게 항전을 계속하는 것에 의의가 있다」라고 발언해, 반도·요시노도 이것에 동의했다.「철저항전을 한다면 인질은 필요없는 것이 아닐까」라고 요시노가 인질을 해방하는 안을 제안했지만, 사카구치는 신원이 발각되는 것을 이유로 각하되었고. 실제로는 오래 항전하기 위해서였다고 한다. 사카구치가 협의의 결과를 카토 형제에게도 설명했다.
범인들은 산장 내 식량을 모아 한 달은 버틸 것으로 생각했다. 경찰은 관리인으로부터 산장에 20일분의 식량이 비축돼 있는 데다 6인분의 투숙객을 위해 식량을 사들인 것으로 알려져 군량공격은 무리라고 판단하고 설득작업을 시작했다.
8시 40분과 같은 46분에, 상공의 헬기를 향해서 범인들이 발포. 오전 11시가 지나서부터 장갑차 안에서 남편이나 친척에 의한 인질에 대한 호소가 이루어졌다.
당초에는 인질을 묶어 두고 입에는 손수건을 넣어 소리가 나오지 않게 했지만, 이 날 오후, 사카구치가 독단으로 밧줄을 풀었다. 전날 인질에 대해 인질로 삼을 생각이 없다고 한 것과 인질의 긴박 모습이 산악베이스사건으로 묶여 린치사한 동지와 겹쳤기 때문이었다고 한다. 사카구치의 독단에 의한 행동이었지만 다른 멤버는 아무 말도 하지 않았다.
인질도 섞어 저녁식사.카토 동생이 전기저로 밥이 익자마자 먹으려고 한 것을 인질이 「밥은 조금 그대로 두는 것이 맛있어」라고 타일렀고, 카토 동생이 고분고분하게 따라 밥이 뜸이 드는 것을 기다렸다가 인질의 「됐지요」의 말을 듣고 나서 먹는 등 범인과 인질 사이에 약간의 잡담이 있었다고 한다.

### 2월 21일
2월 21일 범인 5명은 도청이나 인질로 신원이 노출되는 것을 경계해 암호명을 정했다. 코드네임은 사카구치는 아사마, 사카토는 다테야마, 요시노는 후지산, 가토는 아카기리, 가토 동생은 기리시마였다. 범인들은 전갱이 연설도 하지 않고 전화도 받지 않고 경찰에 아무런 요구도 하지 않은 채 산장에 틀어박혀 총을 쏘았다.
14시가 지나, 인질의 남편으로부터 아내에게의 격려의 편지나 과일을 넣고 싶다고 제의를 받아 제9기동대 대장 오쿠보 이세오 경시가 둥근 자세로 산장의 현관 앞에 과일 바구니를 둔다. 범인들의 반응은 없고, 바구니는 그대로 방치되었다. 범인들은 도청기가 설치되어 있을지도 모른다며 받지 않았다.
사츠키 산장에 남겨진 지문에서 요시노의 것이 발견되어 경찰은 요시노와 행동을 함께 하고 있던 사카구치도 현장에 있다고 판단해, 2명의 혈육을 불러 모으고 있었다. 오후 5시경 사카구치 요시노의 어머니가 도착해 설득에 나선다. 범인들은 모두 침실에서 이를 듣고 있었다. 사카구치는 인질에게 나의 친가는 꽃집을 하고 있다. 시골이기 때문에 따돌림을 당하고 있다고 생각한다」라고 나약한 말투로 말했다고 한다.

### 2월 22일
2월 22일 오전 요시노의 어머니가 설득하던 중 총소리. 요시노의 어머니가 「어머니를 쏠 수 있습니까」라고 말했던 것에 대해, 요시노는 한층 더 발포. 총탄은 요시노의 어머니가 타는 장갑차를 맞고 튕겨나왔다. 눈물을 흘리는 요시노에게 사카구치는 "자네 어머니는 인텔리니까 잘 말할게"라고 말하며 훗날 후회했다고 한다.
정오경, 화가인 남자와 SBC의 기자가 경계선을 돌파해 산장에 접근하려고 하는 것을 붙잡히는 소동이 있어, 이 틈에 경찰의 포위를 통과한 전날의 민간인 남자가 산장의 현관앞에 나타나 「문화인」이라고 자칭해 인질의 대역이 되는 것을 주장. 전날에 오쿠보 경시가 놓아둔 과일 바구니를 가지고 내부의 범인에게 호소하기 시작했다. 경찰이 산장의 학생 제군. 이 사람은 경찰관이 아니다. 민간인이니 쏘지 말라고 당부한다. 사카구치는 사복 경관이 아닌가 의심하면서 감시를 계속해 요시노가 위협 발포를 실시하지만 후퇴하지 않는다. 사카구치는 기동대에 윙크를 하는 등 한 남자에게 한층 더 미심쩍음을 느껴 마침내 권총으로 저격. 남자는 일단 쓰러졌지만 곧 일어나 자력으로 계단을 기어올라 기동대원들에게 보호를 받는다. 경찰의 요청에 남자는 「아이고, 나야?나는 괜찮다」라고 대답하고 있었지만, 실은 뇌내에 총알이 머물고 있어 그 후 용태가 악화, 3월 1일에 사망했다. (이것으로 인해, 범인이 38 구경의 권총을 가지고 있는 것이 판명되었다). 첫 번째 희생자가 발생하였다.
14시 40분쯤, 요시노와 반도우의 발포로 경찰관 2명이 부상.초망원 렌즈를 가지지 않는 나가노현경의 감식반원들이 현장 판단으로 관동관구 기동대의 특형차의 뒤에 숨어 산장에 접근했는데, 차량의 속도와 보조가 맞지 않고, 더욱 언 도로에 발이 빠지는 등 차체의 그림자로부터 노출된 것을 저격 당한 것으로, 최초로 산탄으로 분대장이 오른쪽 무릎을 맞고, 더욱 쓰러진 분대장을 구출하려고 했다. 이 대원은 목숨을 건졌지만 말도 못하게 될 정도로 중상을 입었다.이 실수로 인해 경찰 내부의 주도권 싸움으로 나가노현경의 기색이 나빠져, 나가노현경 본부장 노나카 하지메에 의한 판단으로, 막료단이 지휘 계통을 억제하는 동시에 산장 주변의 경비 실시는 경시청 기동대에 맡기게 되었다.
20시 10분, 미중 정상회담을 보여주기 위해서 굳이 전기를 그대로 두고 있던 경찰이 산장의 송전을 끊는다. 산장 내 방이 캄캄해짐과 동시에 바깥 주위에 설치한 투광기로 산장이 비춘다. 산장에서 수발의 발포하였, 이후 전기가 끊겼지만 가스와 수도는 끊기지 않았다.
23시 16분, 투광기의 조명등이 산장에서 저격된다.
이날 경찰이 산장 대문 앞에 메가폰을 놓고 정치적 주장을 펴달라고 요청. 인질극을 벌이면서 아무것도 요구하지 않는 범인이 섬뜩했기 때문이었다고 한다.요시노가 고소하도록 주장하지만, 사카구치는 「잠자코 저항해 나가는 것이 우리의 주장이 된다」라고 거부.
2월 23일, 24일
2월 23일 14시 넘어, 경관대는 산장의 3층 현관 앞에 3대의 특형 경비차를 배치해, 강행 정찰을 개시. 16시 반경에는 2층 목욕탕에 최루 가스탄 20발이 발사됐다. 사카구치는 멤버와 인질에게 레몬을 나눠주고, 인질을 포함한 전원이 눈 주위, 손의 노출된 부분에 레몬을 문질렀다. 경찰은 강행 정찰의 목적이었던 범인의 특정과 인질의 안부 확인은 완수하지 못했다.
2월 24일 1시경 범인들이 잠을 재우지 못하게 하기 위한 의음작전이 개시된다. 작전개시 신호로 조명탄 1발을 쏘는 것이 목적이었지만 점화된 조명탄이 연기만 날 뿐 날아오르지 않아 다른 조명탄을 발사하자 최초 조명탄이 작동하는 바람에 괴한의 돌격을 뜻하는 조명탄 2발이 쏴 올랐다. 이 날은 나가노현이 현장을 맡고, 나머지 부대는 휴식을 취할 예정이었지만, 황급히 긴급 배치를 실시한 경찰은 허탕을 친다.
5시와 6시에 인질의 친족에 의한 호소. 인질은 안심시키고 싶다며 발코니에 설 것을 요청해, 요시노가 얼굴이라도 보여 주면 좋지 않을까 하고 발언했지만 사카구치는 거부.
사츠키 산장에 남겨진 지문으로부터 새롭게 반도우의 것이 발견되어 이 날 9시 반, 반도우의 어머니가 경찰의 요청에 따라 현장에 도착해, 설득.반도우는 잠자코 듣고 있었다고 한다.
낮 12시경 경찰이 산장에 물을 뿌리기 시작하면서 수압으로 현관문과 바리케이드가 파괴된다.범인들은 산탄총으로 응전.

### 2월 25일, 26일
2월 25일, 심야부터 경찰에 의한 의음 작전(녹음 테이프에 의한 총격음 등의 위장 공격)과 투석이 행해지게 되어 범인들은 불면에 시달리게 된다[22].
2월 26일, 전날밤부터 짙은 안개가 발생하고 있었기 때문에 요시노가 이것을 틈탄 탈주를 제안.배수관이나 정화조 등을 조사하지만 탈주에 이용할 수 있을 것 같지 않았기 때문에 단념했습니다.
9시 반, 인질의 친족이 다시 호소했다.인질이 「얼굴이라도 좋으니까 나오게 해 주세요」라고 부탁하지만 사카구치는 이 날도 이것을 거부.사카구치는 인질에게 「왜 생명을 소홀히 다루는가」라고 추궁 당하지만, 웃으며 대답하지 않았다.또, 인질로부터 자신을 방패로 하지 않는 것, 재판이 되었을 때에도 자신을 증인으로서 부르지 않는 것을 요구해 사카구치는 모두 승낙. 사카구치가 인질의 가방에 들어 있던 젠코지(善光寺)의 부적을 인질에게 건네주자 인질은 스스로 목에 걸치고 침대에 누웠다.
반도가 현관 오른쪽에 있는 경관대를 보고 「폭탄을 내던져 쓰러진 경관을 끌어당겨 인질로 잡자」라고 제안. 사카구치는 「묶어 북쪽 베란다에 매달아 두자」라고 동의했지만, 폭탄을 투척하기 위한 구멍을 뚫지 못하고, 단념. 이 밖에 현관문의 가스관을 개방해 기동대가 돌입해 왔을 때 폭파시키는 방안도 나왔지만 현관문이 통풍이 잘 돼 포기하였다.
저녁 산악 베이스 사건 희생자 데라오카 쓰네이치의 부모가 도착해 오후 6시 40분부터 호소를 했고, 멤버 전원이 침실에 모여 이것을 듣고 있었다. 데라오카의 부모도 경찰도 이 단계에서 데라오카가 이미 사망한 사실을 파악하지 못하고 산장 안에 농성 중인 것으로 생각하고 있었다. 듣고 있던 범인중의 누군가가 「이 세상에 없는 사람의 부모를 부르니까」라고 발언. 사카구치는 이 말을 들으면서 '말할 수 없는 가슴의 압박감'이 있었다고 한다.
밤, 반도우가 집어먹는 것을 본 것을 계기로 요시노가 사카구치와 반도우에 대해서 강한 불만을 안고 있던 것을 사카구치에게 털어놓고, 반도우에 총괄을 요구한다. 사카구치는 산악 베이스 사건의 희생자인 요시노의 아내에 대한 총괄을 요구하며 달랜다. 최종적으로 사카구치의 재촉을 받아 사카토가 자기를 비판하였다.
납치범들은 인질에 대해 경찰측에도 범인측에도 없는 중립적 입장을 취할 것을 요구했다. 살해될 때까지 싸우겠다는 사카구치에게 인질은 왜 그렇게 생명을 함부로 다루느냐고 물었지만 사카구치가 끝까지 싸우다 죽는 것은 의미 있는 일이라고 대답하자 인질들은 입을 다물었다. 범인의 재촉을 받은 채 「중립을 지키겠습니다」라고 한 인질이기는 했지만, 사카구치의 눈에는 「내실을 동반하고 있는 것처럼 보이지 않았다.

### 2월 27일 28일
2월 27일, 이 날도 요시노의 부모님, 테라오카의 아버지에 의한 호소. 오후 라디오를 통한 사건 관련 방송이 사라진다. 연합적군사건에 관한 취재보도협정이 맺어졌기 때문이었다. 26, 27일과 경찰의 접근 행동이 형식적인 것이 되어 있었기 때문에, 범인들은 전원이 경찰의 태도를 협의. 결론은 나지 않았지만 내일은 전례 없는 접근 행동이 있을 것이라고 예측.
2월 28일 5시 투석이 멈춘다.9시 경찰의 투항 권고. 같은 무렵, 요시노가 아사마 산장 옆의 하가 산장에서 수명의 기동대원이 무방비로 휴식하고 있는 것을 발견하고 산탄총을 겨누었지만 발포하지는 않았다.
9시 55분의 최후 통고 후, 10시에 기동대가 돌입을 개시.10시 7분 범인에 의한 이날 첫 발포. 기동대원의 방패막이로 총격전이 시작된다. 경찰은 이와 함께 몽켄에 의해 산장 현관 옆 계단 벽에 구멍이 뚫려 뚫린 구멍에 물을 세게 내린다.
11시 27분쯤, 물대포 지휘를 하고 있던 경시청 특과차량대 중대장 타카미 시게미쓰 경부(순직에 의해 경시정에 특진)가 총탄(「요시노나 반도우 중 하나」에 의한 것으로 여겨졌지만 재판에서도 특정되지 않았다.). 1시간 후에 사망. 두 번째 희생자사카구치는 이것을 라디오로 알았지만 누가 쏘았는지 몰랐다.
11시 47분쯤, 제2 기동대 전령인 순경이 반도의 저격에 의해 왼쪽 눈을 총탄, 후에 실명한다.
11시 54분쯤, 제2 기동대 대장 우치다 나오타카 경시(순직으로 경시장에 특진)가 반도우의 저격에 총격을 당해, 오후 4시 1분 사망.세 번째 희생자
11시56분쯤 3층 주방에 침입해 지휘하던 제2기동대 4중대장 경부가 요시노와 가토 노리카사의 저격에 머리를 맞았다.사카구치는 법정에서 물을 때까지 이를 몰랐다고 한다.
우치다 나오타카 경시 중태의 보도는 라디오를 통해 산장 내에도 전달됐고 인질들은 총을 발포하지 마세요.사람을 죽이거나 하지 마세요.저를 내세워라도 밖으로 나가주십시오라고 필사적으로 호소했다.이것에 대해 사카구치는 동요했지만, 상대하지 않고 세면소측과 다락의 멤버를 향해 「어이, 위쪽(계급이 높은 경관)을 했다」라고 전했다.
12시 30분이 지나 경찰의 작전행동이 중지되자 범인 전원이 침실에 모여 구멍 응급처치와 식사.이 무렵에는 카토 린쿄는 이미 전의를 상실했으며, 사건이 빨리 종식되어 동생의 죄가 더 이상 무거워지지 않기를 바라고 있었다고 한다.
12시 45분쯤, 산장에 카메라를 돌리고 있던 보도진에게 사카구치가 위협 발포. 신에쓰 방송의 기자가 총에 맞은 것을 알고 사카구치는 놀란다.
14시 40분쯤, 주방에 모여 있던 기동대를 발견한 요시노의 진언에 의해 사카구치가 철파이프 폭탄을 투척.제2기동대 4중대 분대장이 오른팔이 부서지는 중상을 입었고 다른 4명이 전치 며칠의 청각장애를 입었다.
15시 반경, 경찰에 의한 방수가 재개되어, 쏘아진 가스탄에 의해 최루 가스가 산장내에 가득.최루탄에 의해 숨을 쉴 수 없어 창문을 깨뜨린 사카구치는 눈앞에 보이는 아사마산을 보고 아사마산장이라는 현장 이름의 유래를 이때 처음 알았다고 한다].
15시 58분경, 제2기동대 제2소대 순경 2명이 사카구치, 반도, 요시노 중 어느 한쪽(재판에서도 특정되지 않음)의 총격으로 안면에 총탄을 맞았다.
17시경, 기동대가 침실에 접근.바리케이드를 조금씩 제거해 나갔다.
17시 20분쯤, 제9기동대 순경이 사카구치와 반도우의 총격에 의해 총탄.
17시 55분쯤, 제9기동대 경사가 사카구치, 반도, 요시노의 난사에 의해 안면에 총탄을 맞았다.
이윽고 침실 벽에 구멍이 뚫려 28명의 기동대원이 돌입.18시 10분쯤 범인 일제검거를 위해 선두를 가르며 돌입한 제9기동대 순경이 반도의 지근거리에서 총격에 의해 오른쪽 눈에 총탄을 맞아, 후에 오른쪽 눈에 실명되었다.

## 경찰의 대응

### 초기 대응
전국을 돌며 도주를 계속한 연합적군에 대해, 경찰청에서는 경비국·형사국·전국 각 관구 경찰국 등이 진두지휘를 실시해 도도부현 경찰과 종합 조정을 해 수사하고 있었다.
그리고 연합적군 일파와 조우해 총격전에 응전한 나가노현 비행기 1개 분대의 지급보를 받은 나가노현 경찰본부에서는 현 전체 경찰서에 대해 중대사안 발생의 보도와 함께 동원을 걸어 가루이자와에 대한 응원파견 지령을 내렸다.우선 산장 주변의 도로 봉쇄와 강행 돌파를 막기 위한 경비부대 배치, 연합적군 잔당 수색을 위한 산행과 주요 간선도로 일제 검문 실시, 국철 및 사철 각선의 역 검문 등 현경으로서 생각할 수 있는 모든 대응을 실시했다.
또, 나가노현 카루이자와에서 연합 적군 발견의 급보를 무선 감청하고 있던 경찰청에서는, 즉시 고토다 마사하루 경찰청 장관의 지시에 의해, 인질의 무사 구출(경비의 최고 목적)·범인 전원의 생포 체포·대리 인질 교환의 거부·화기 사용은 경찰청 허가( 「범인을 향해서 발포하지 않는다」는 것을 대전제로 했다) 등의 조건이 제시되어 나가노현 경찰의 응원으로서 경찰청·경찰의 응원으로 해.고토다는 20일 아침에 열린 기자 회견에서 「어떻게 해서든지 xx(인질 여성)씨를 무사히 구출하고 싶다고 하는 마음으로 가득 차 있다.이 사건이 흉악범죄임에는 틀림없지만, 그들(연합적군)은 원래 인텔리이니까, 그들의 마음에 호소해 신중한 작전을 취해, 가능한 한 피를 보지 않고 해결하고 싶다」라고 말하고 있다[35].
경찰청에서는, 나가노현 경찰 본부장·노나카 타카시 경시감과 동격인 마루야마 타카시 경시감(경비국 참사관)을 단장으로 하고, 경비 실시 및 홍보 담당 막료장에 사사 아쓰유키 경시정(경비국 첨부 겸 경무국 감찰관), 경비국 조사과의 키쿠 조사과의 키쿠 헤이하치로 경시정(이사관·홍보 담당), 정보 통신국의 토시노부.
경시청에서는, 기동대의 통괄 지휘를 실시하기 위해 이시카와 사부로 경시청 경비부 첨부), 쿠니마츠 타카시 홍보과장, 우메자와 참사관(건강 관리 본부·의학 박사) 등 그 밖에도 다수의 응원이 향했다.
후일, 사사카막료장의 요청으로 경시청 경비부의 우다가와 신이치 경시(경비 제1과 주석 관리관·경비 실시 담당)가 현장 정보 담당 막료로서 파견된다. 또, 우다가와 경시도 컴뱃 팀이라고 불리는 경시청 경비부의 현장 정보반을 카루이자와에 소집한다.
기동대 관계에서는 사건 발생 당일 경시청 당번대였던 제9기동대(대장 오쿠보 이세오 경시)가 급거 가루이자와로 급파되었다. 그러나, 도쿄의 환경에서의 장비 밖에 없기 때문에, 동기의 카루이자와에서는 추위의 대책에 고심했다. 그래서 추가 파견으로 제2기동대(대장 우치다 나오타카 경시)가 선발돼 먼저 현착하고 있는 9대의 현지 상황도 고려해 한랭지 대책을 철저히 하고 가루이자와로 향했다.
제2기동대가 추가 파견된 이유에 대해서는 여러 가지 설이 있지만, 당번대로 선착했던 제9기동대는 당시 막 신설된 상태로 이시카와와 우치다는 전 상사와 부하 관계로 서로 마음이 알려져 있고, 게다가 경시청 예비대 시절부터 기간기동대로서 역전대이기 때문에 파견 요청된 것이 아니냐는 설도 있다. 9대도 현착한 2대와 일단 교대하고, 한 번 도쿄로 돌아와 한랭지 대책을 세우고 다시 가루이자와로 향했다. 또한 경시청에서는 방탄대책 및 방수공격 실시 등의 지원을 위한 특과차량대(대장 고바야시 시게유키 경시), 인질 구조 및 현장 부상자 구조 임무를 위한 제7기동대 유격대(부대장 니시다 도키오 경부 지휘)도 추가 파견되었다.
당초 경찰은 범인의 수도 모르고 인질의 안부도 모른 채 대응하기로 했다. 고토다 청장의 방침으로는 현지 나가노 현 경찰본부를 세우고 막료단과 응원 파견 기동대는 후방 지원적 입장이었다. 그러나 현지의 나가노현 경찰본부에서는 대학봉쇄 해제경비 등 대규모 경비사안의 경비실시경험이 없고 장비, 인원 등도 부족해 당초부터 나가노현 경찰본부에서의 단독경비는 어렵다는 견해를 경찰청은 가지고 있었다. 하지만, 아무래도 현지 세력권 의식이 강하고, 전술·방침·경비 실시 담당 기동대의 선정등에서 나가노현 경찰 본부와 파견 막료단과의 사이에 알력이 생겨, 무선 장치의 전파 계통의 전환이나 산장에의 정찰 실시의 방법 등, 작전의 지휘 계통에 대해서도 논의가 분규했다.
결과적으로는, 나가노현 경찰 본부의 감식과원등이 간부에게 보고하지 않고, 피의자 특정을 위한 얼굴 사진 촬영을 목적으로 한 강행 정찰을 실시하려고 할 때, 기동대원 2명이 저격되어 1명이 중상을 입은 것, 포위를 돌파한 민간인이 산장에 침입하려고 하다 범인으로부터 권총으로 피격되어(2월 24일), 사망(3월 1일), 또한 무선 돌파한 민간인이 산장에 침입하려고 한 민간인이 강행 미비 측으로부터 권총으로부터 강행된 것.

### 제압 작전
포위 속에 경찰 측은 산장에 대한 송전 중단, 소음과 물대포, 최루가스탄을 사용한 범인들의 피로를 노린 작전 외에 특형 경비차를 이용한 강행정찰을 자주 했다. 또, 농성하고 있다고 생각되는 연합 적군 멤버의 친족(사카구치 히로시의 어머니, 반도 쿠니오의 어머니, 요시노 마사쿠니의 부모, 테라오카 츠네이치의 부모님)을 현장 근처에 불러, 확성기를 사용해 몇 차례에 걸쳐 설득했다.범인의 부모는 설득 과정에서 사건이 한창 진행 중이던 2월 21일 리처드 닉슨 미합중국 대통령이 중화인민공화국을 방문하면서 국제사회가 변하고 있음을 들었다.덧붙여 닉슨 방중의 뉴스에 대해서는 범인측도 텔레비전으로 보고 있었다. 처음엔 싸늘하게 어머니들의 설득을 듣던 전의경들도 자식을 생각하는 부모의 지극한 사랑에 눈물을 흘렸다고 한다. 그러나, 범인은 경찰이 부모의 정을 이용했다고 해서, 불같이 흥분해, 부모가 타고 있던 경찰의 장갑차를 향해 발포했다.
장시간 검토 끝에 크레인 차량에 매단 몽켄(크레인 차량에 장착된 쇠구슬)으로 산장 벽과 지붕을 부수고 정면과 위에서부터 진입해 제압하는 작전이 입안됐다. 건물 설계도 등의 정보가 제공돼 작전 실시가 결정됐다. 경찰은 정보분석 결과 3층에 반군, 2층에 인질이 감금돼 있는 것으로 판단해 작전을 입안했다. 이에 따라 파괴목표는 산장 3층과 2층을 연결하는 계단으로 삼았으며 3층 괴한들이 인질들이 있는 2층(실제로 인질들도 3층에 있었다)으로 내려가지 못하도록 우선 계단만 한정적으로 파괴했다. 철구의 위력이 너무 강하면 산장 자체가 파괴되어 절벽 아래로 떨어질 우려가 있었기 때문에 치밀하게 계산된 공격이었다. 또한 강행 돌입을 앞두고 산장 내 라디오 등에서 정보 유출을 방지하기 위해 언론사와 보도 협정을 체결했다.
이어 3층 정면의 총안을 철구로 부수고, 지붕을 파괴한 뒤 크레인 끝을 철구에서 철 손톱으로 바꾸고, 지붕을 뜯어내고, 특제 사다리를 정면 도로에서 지붕으로 건네며 위에서 두 대의 결사대를 돌입시킬 예정이었다.또 아래로는 1층을 경시청 9기, 인질이 있을 것으로 보이는 2층을 나가노현 기에서 특별히 선발된 각 결사대 담당으로 미리 산장 아래 입구로 진입시켜 인질구출 및 범인검색을 실시한다는 계획이었다. 그러나 실제로 인질들은 3층에서 범인과 함께 있었으며, 산장 파괴 도중 크레인의 쇠구슬도 정지돼 재가동 불능 상태가 돼 작전을 바꿔야 했다. 철구작전의 효과는 2층과 3층의 왕래를 불가능하게 한 것과 벽의 총안을 벽째 파괴하는 데 그쳤다.
철구가 정지한 이유는 공식적으로는 크레인 차량의 엔진이 물을 뒤집어썼기 때문이라고 밝히고 있지만 이는 현장 경찰관의 돌연한 변명이고, 사실은 좁은 조작실에 탑승한 특과차량대의 대장이 배터리 터미널을 걷어찼기 때문인 것으로 알려졌다. 본래 야외에서 사용하는 크레인 차량으로 약간의 물이 뿌려진 정도로는 문제가 되지 않는다.
당시의 경시청 제9기동대장이었던 오쿠보 이세오는, 철구작전은 실패였다고 회상하고 있다. 사사도 작전중에 크레인이 고장났기 때문에 충분한 효과를 얻지 못했다고 하고 있다.
다만 이 고장에 대해서는 작전에 관여한 토목업체 관계자에 따르면 고장이 아니라 차량 자체가 문제였다고 한다. 이 크레인차는 경찰차량이 아니라 미군 불하품을 현지 민간업체가 사용하던 것으로 여기에다 해당 민간업체 부지 안에 있던 자재에서 철판을 빼내 조종석에 설치하는 등 방탄을 위한 개조를 급거한 것이었다.또 몬켄이라고 해도 전용의 차량이 아니고, 단순한 크레인차의 훅 부분에 케이블로 보강한 다음 철구를 설치한 대물이었기 때문에, 거의 일회적인 동작이 전제였던 것을 철구 작전에 차량을 제공 및 조종한 시라타구미 관계자가 텔레비전 프로그램, 모형 잡지 및 자동차 잡지에서 밝히고 있다.

### 사건의 수습
2월 28일 오전 10시에 경시청 제2기동대(이하 「2기」), 동 제9기동대(이하 「9기」), 동특과차량대(이하 「특차」) 및, 동 제7기동대 레인저 부대(7기동대 레인저)를 중심으로 한 부대가 제압 작전을 개시. 우선, 방탄 개조한 크레인차에 낚은 무게 1톤의 철구로 범인이 만든 산장의 총안의 파괴를 개시. 직후에 2기가 지원 부대의 가스탄, 방수의 엄호를 받으면서 범인 그룹이 농성하는 3층에 돌입 개시(1층에 9대, 2층에 나가노현경 기동대가 돌입했지만 범인은 없었다). 반면 범인측은 12게이지 산탄총, 22구경 라이플, 38구경 권총을 산장 안에서 쏘며 저항했다.이때 총알이 방패를 관통하는 것을 알고 [주석 17] 대원은 방탄을 위해 방패를 2장 포개어 돌입했다.
돌입한 2기 4중대(중대장·우에하라 츠토무 경부)는 구축된 바리케이드를 돌파하면서 범인 그룹이 농성하는 방에 접근했다. 작전은 당초 순조롭게 진행되었지만, 작전 개시부터 1시간 반 후부터 2시간 후에 걸쳐, 철구 공격 및 고압 방수 공격의 현장 지휘를 담당하고 있던 특차중대장·다카미 시게미쓰 경부, 이기대장·우치다 나오타카 경사가 범인의 저격을 머리에 받고, 수시간 후에 순직. 게다가 산장 내부에서 우에하라 2기 4중대장이 안면에 산탄을 받고 있다.이 밖에 쇼크로 인한 대원들의 혼란, 범인 측의 맹사, 크레인 차 철구 불능 등이 겹쳐 작전에 어려움을 겪었다.
우치다 2기대장이 피격된 후에 경찰청으로부터 권총사용허가가 떨어졌으나, 현장의 혼란으로 명령이 잘 전달되지 않아 결국 수명의 대원만 발포했다(위협 발포를 위해 범인은 해당되지 않았다). 저격조도 배치되어 있었지만, 사거리가 길고 살상력이 큰 저격총의 사용은 장관허가로 인정되어 결국 사용되지 않았다.다만 이 권총 사용허가를 받고 저격반장 호사카 조사경부에 의해 다락방 총좌에 대한 위협사격이 이루어졌다. 이 총좌는 이기대장 우치다 나오타카 경시를 시작으로 많은 희생을 하고 있었지만, 이 위협사격을 받아 사수가 대피하면서 무력화되었다.
그러나 범인들은 이후에도 쇠파이프 폭탄을 사용하는 등 대원들의 부상자가 늘어났다. 작전 개시 5시간 반 후, 작전 본부의 의향에 따라, 대장과 중대장이 전선을 이탈해 지휘 계통이 끊긴 2대를 1층 2층에 담당해, 손상된 9기로 3층에 돌입할 것을 결정. 또 방류수가 산장 안에 쏟아져 밤이 지나면 범인과 인질이 동사할 위험이 있었기 때문에 당일 인질 구출 및 범인 검거를 결정했다. 또 당초 사기와 관련해 부대 지휘관의 의사를 존중하는 차원에서 헬멧에 지휘관 표시를 했으나 지휘관이 계속 저격당하자 중간에 헬멧의 지휘관 표시를 빼기로 결정했다.
작전 개시 후 7시간 반 후인 오후 5시 반부터, 방수에 의해서 범인이 농성하는 방의 벽을 파괴하는 작전이 취해져 오후 6시 10분, 9기대장·오오쿠보 이세오 경시로부터 일제 돌입의 명령이 내려져 몇 분 후, 범인 전원 검거, 인질 무사 구출이 되었다.
체포 당시 범인들은 무수한 총포와 200발 이상의 탄환, 물에 젖어 못쓰게 된 3개의 쇠파이프 폭탄, M작전(은행강도) 등으로 수탈한 75만엔의 현찰이 남아 있었다.
사건 수습까지의 희생자는 경시청의 다카미 시게미쓰 경감(2계급 특진·경시정)과 우치다 나오타카 경시(2계급 특진·경시장) 등 2명, 그리고 「범인을 설득해 인질을 해방한다」라는 의사로 산장에 접근한 민간인 1명이 사망했다.또 기동대원과 신에츠방송 카메라맨 총 16명이 중경상을 입었다.중상자 중에는 실명 등 후유증이 남은 사람도 있다.또 반도 구니오가 체포되기 직전 그의 아버지가 자신의 집 화장실에서 목을 매 자살하기도 했다.유서에는 피랍자에 대한 사과와 남은 가족에 대한 배려가 적혀 있었다.

## 사건이 장기화된 요인

### 경찰측이 몇 번이나 돌입을 연기한 것
피해를 최소화하려는 목적도 있지만, '범인의 인원수'나 '범인과 인질의 산장 내 위치', '인질의 안부' 등의 돌입작전에 필요한 확보를 수집하기 위해 몇 차례 진입을 미루고 정찰을 반복했다. 하지만 결국 제대로 접근하지 못했고 상당수는 제압 후까지 수집하지 못했다. 게다가, 경시청 기동대와 카나가와현 경찰본부 기동대와 나가노현 경찰본부 기동대가 서로 작전수행문제로 심하게 다투는 경우도 있다. 아래의 두 가지가 이유이다.
농성측에 유리한 지형이었다는 점
산장은 깎아지른 듯한 벼랑에 건설되어 뜻밖에 요새 같은 구조였다. 범인이 빈번히 발포해 오는 것에 비해 경찰은 발포 돌입 직전까지 허락하지 않았던 점 등으로 경찰은 제대로 접근하지 못하고 확보를 대부분 제압 후까지 수집할 수 없었다. 사사 준행은 저서에서 이 산장을 '쇼와의 치하야 성'이라고 평하고 있다.
무턱대고 총을 쏘거나 폭탄을 투척한 것
범인들은 경찰의 요구를 일절 들어주지 않을 뿐만 아니라 일체의 주장과 요구를 하지 않았기 때문에 겁에 질린 경찰은 첩보 수집을 위해 정찰을 여러 차례 했지만 앞서 말했듯이 확보의 상당수는 제압 후까지 수집하지 못했다. 후에 범인 자신이나 범인을 아는 멤버등의 인물들은 「교환 조건의 제시는 생각하지 않고, 「경찰을 상대로 섬멸전을 전개한 끝에 죽는다」라고 하는 의식 밖에 없었다」라고 진술하고 있다.

### 경찰측이 총기 사용을 제한한 것
경찰 측은 화기사용은 경찰청 허가(권총이나 저격총 사용은 일일이 경찰청 허가 필요)라는 제한을 둬 범인을 사살하지 않도록 생포하기로 했다. 인질의 무사구출이 가장 중요한 목적이며, 인질에게 유탄이 명중할 우려도 있지만, 아래의 두 가지 이유이다.
사살범을 영웅시하는 사람의 출현을 두려워함
범인의 사살이나 자해 등 "경찰과의 전쟁에서 범인이 죽었다"에 의해서, "순교자"로서 신격화되어 다른 집단이나 멤버 등에 영향을 준다고 생각되었기 때문이다. 1960년 안보투쟁에서 사망한 가바 미치코와 1970년 가미아카츠카 파출소 습격사건으로 사살된 시바노 하루히코 등의 사례가 상정됐다.
사살 경찰관이 살인죄로 고발될 염려
본 사건 1970년인 2년 전에 발생한 세토우치 시잭 사건 때는 범인을 사살한 경찰이 자유인권협회 소속 변호사로부터 살인죄 등으로 고발되어 언론에 보도로 실명 및 얼굴 사진을 노출시켰다. 사살은 정당방위라며 고발은 불기소됐지만 언론에 거론된 경찰은 퇴관했다.이 사건에서의 망설임으로 본 사건에서는 범인을 생포할 방침으로 대응하고 있다.

## 사건 후의 정세
연합 적군의 붕괴
아사마 산장 사건에서의 범인 체포로, 연합 적군은 간부 전원이 체포되어, 사실상 붕괴했다.체포 후의 조사로, 동료내의 린치 살인 사건(인바누마 사건·산악 베이스 사건)이 발각되어 세상에 충격을 주었다.또 달아나던 다른 조직원도 차례로 출두해 전 계원이 체포됐다.
범인 석방&재범
1975년의 일본 적군에 의한 쿠알라룸푸르 사건 때에는, 본 사건의 범인의 한 명인 반도 구니오가 「초법적 조치」에 의해서 석방되어 일본 적군에 합류했다(사카구치도 일본 적군으로부터 석방 요구되고 있었지만, 스스로가 법정 투쟁을 바라고 머물렀다). 그 후 반도우는 일본 적군으로서 1977년 9월 28일에는 다카 사건을 일으켜 일본 정부에 '몸값(600만달러) 지불' 및 '초법적 조치에 의해 죄수 9명의 석방'을 요구해 받아들이게 하였다.
특수 부대의 창설
1972년 5월 30일 이스라엘에서 아랍적군(후의 일본 적군)이 일으킨 텔아비브 공항 난사사건에서 범인이 자폭했다. 그 영향으로 9월 5일 서독에서 뮌헨 올림픽 사건이 발생했고 범인의 자폭에 의해 인질 전원이 살해돼 일본 내에도 충격을 주었다. 사건 후 경찰청은 전국 광역자치단체 경찰에 통보해 '총기 등 사용의 중대 돌발 사안'이 발생했을 때 이를 제압할 수 있도록 특수부대를 편성하기로 했다.
다카 사건 때 일본 정부는 범인의 요구를 받아들였다. 하지만 직후 루프트한자 항공 181기 납치사건에서의 서독 정부의 강경수단(특수부대 GSG-9에 의한 범인 사살)과 대비돼 국내외에서 호된 비판을 받았다. 이 사건에 대한 교훈으로 같은 해 정부는 경찰에 납치 대책을 주요 임무로 하는 특수부대를 창설했다.최근 이 부대가 증설돼 SAT로 불린다.
헬멧의 의장
당시 현장의 대장, 부대장은 지휘를 원활히 진행하기 위해서 헬멧의 의장이 약간 이상했다. 그 일이 화가 되어, 그나마 이해하고 있으면 쉽게 대장 격을 특정하고 저격, 지휘 계통을 혼란시키는 일이 가능했다. 사건 후에는 이들 문제점에서 헬멧에 의한 식별은 철폐되면서 현재는 헬멧 후두부에 있는 계급선에 의해서 식별이 가능하게 되어 있다.
사건 후의 인질
사건 후 보도 경쟁이 과열되면서 입원한 여성 인질은 언론의 취재 등은 일체의 단절 상태에서 나가노 현 경찰 본부에 엄중히 경호되고 있었지만 정신과 의사의 문진과 경찰의 조사의 모양들이 특종으로 신문에 차례로 구설수에 올랐다. 이는 병실 침대 밑에 설치된 도청기를 사용하며 경찰 및 타사를 따돌리고 있던 것이며 전지 교환하러 온 기자가 병원에 침입했다가 붙잡힌 것으로 판명했지만 거물급 기자들의 필사적인 은폐의 보람 있어서인지 소송은 하지 않았다.
3월일 열린 단시간의 기자 회견에서 "퇴원하면 우선 뭘 하고 싶은가"라는 질문에 "모두(※가족이나 친구)와 함께 놀고 싶다"고 했다. 마음이 깜짝 놀라는 가운데 이루어진 여성의 발언 중 일부가 센세이셔널하게 잘라낸 데다 여성이 가지고 있던 부적을 남편이 착각에서 "범인으로부터 받은 것"과 다른 기자 회견에서 말해서 있은 적도 있어, 마치 범인들과 마음의 교류가 있던 것처럼 보도됐다. 이 결과 여성은 널리 비판을 받게 된다.
이 회견 후 여성에게 격려의 편지가 급감하고 반대로 "(병원으로 식욕을 묻자 우동을 소망했던 것에 대해서)우동이 먹고 싶은지, 놀고 싶다니 웬일이냐"와 "너 때문에 경관이 죽어 있는데 무엇을 생각하고 있는지"등의 문구나 면도날을 동봉한 협박 편지를 받게 되고, 주간지는 여성의 개인 정보와 허위 내용을 섞어서 『 거짓 울xx(여자 이름)』과 『 위선자 』으로 열기 했다.
실제로는 "하루 한끼 잡탕 같은 것을 먹게 되었다"와 "26일부터는 콜라 1개밖에 받지 못 했다","2월 29일 보도(아사히 신문의 "특종")을 보면 마치 내가 적군과 마음의 만남을 한 것처럼 쓰고 있어서 놀랐다"과 여성은 나중에 말했다.
여자는 미리 남편이 눈을 통해서 문제가 아닌 편지만 전달됐지만 정신적으로 불안정해지고 갔다.여성은 쇠약하면서도 3월 11일 지금까지의 보도를 부인하는 기자 회견(전국에서 격려에 감사, 순직 경찰 유족에 대한 "사과"의사, 감금 중에는 항상 구속과 감시를 받은 생명의 위기에 처한 사실)을 눈물로 갔다. 이후 여성은 언론과의 접촉을 거부하게 되었다.
3월 하루에 도쿄에서 순직 경관의 합동장이 이루어질 때, 여자는 병실에서 아사마 산장 쪽으로 향해서 묵념을 하며 눈물을 흘리고 있었다고 한다.또 퇴원 직후에는 산장에 직행하고 순직자의 제단에 무릎을 꿇었다" 죄송합니다"라고 오열했다.
범인 중 한 명인 가토 린쿄는 사건 후 펴낸 책에서 열심히 불안과 공포심과 싸워 자신을 유지하려는 모습이었는데 이윽고 정신적 충격 때문인지 별로 끼니를 거르게 됐다.농성의 후반부턴 침실에서 자고 있는 일이 많아졌다」라고 농성중의 여성의 모습에 대해 적고 있다.
기타 관계자의 그 후
·사사 아쓰유키는 초대 내각 안전 보장 실장으로 취임.퇴직 후에는 위기관리 전문가·평론가로 활동했다.특수부대 창설에 관해, 서독(당시)의 GSG-9의 전면 협력을 얻을 수 있던 것은 사사의 진력이 매우 크다.
가메이 시즈카 경찰청 경비국 공안 제3과 과장 보좌는 2017년까지 중의원 의원을 지냈다.
쿠니마츠 코우지 경시청 홍보과장은 후에 경찰청장에 취임했지만, 재임중 누군가에게 저격당하고 있다(경찰청장 저격 사건).
좌중의 전령이었던 우시로다 나루미 순경은 현재, 중의원 의원 야마모토 유지의 정책 담당 비서를 맡고 있다.
BS아사히에서 보도된 다큐멘터리 「아사마 산장사건 농성범의 고백 ~연합 적군 45년째의 신증언 ~」에서, 연합 적군의 전 멤버는, 친척 숙부에게 들은 「사회를 올바르게 이끈다고 하는데, 너희는 누구 하나라도 구했는가?」라고 하는 한마디로 활동을 그만두었다. 산장 농성 중 당시 미성년이었던 청년이 사건 후 15년 형기를 마친 뒤 45년 만에 TV에 출연했다. 그는 60대 노인이었으나 현재는 자민당 당원이 돼 보수사상으로 전향해 있었다. 연락이 되는 전직 멤버들은 전향했던 것 등이 밝혀졌다.
아사마 산장 그 후
사건 후 10년 정도는, 아사마 산장은 관광 명소가 되어, 관광 버스의 코스로도 되어 있었다.이후 대부분 헐리고 중건돼 아트갤러리가 된 뒤 현재는 중국 기업 소유로 바뀌었다.

## 재판
본 사건의 재판은 산악 기준 사건이나 혁명 좌파 단독 동지 숙청 사건인 인 바 늪 사건 등도 포함한 각 멤버가 관여한 사건 전체에 대해서 열렸다. 당초 본 사건의 범인은 중등 소년원 송치가 잡혔던 카토 동생 이외의 4명 전원이 공동 변호인단에 의한 통일 공판에서 재판에 임했다.
그러나 차츰 씨 사이의 사건에 대한 인식의 차질과 그에 따른 갈등이 생기거나 반도 쿠니오의 초법적 조치로 석방·국외 도피에 의한 이탈[주석 25]등의 사정도 있었고 최종적으로는 통일 공판 조(사카구치 나가타요 오코·식원 야스히로)과 분리 공판 조(요시노·카토 오린교)으로 나뉘게 됐다.
통일 공판 조인 일심 판결에서 나카노 타케오 재판장은 본 사건을 " 넘나들며 도망 갈 곳을 잃은 폭도가 눈이 뒤집히다 끝에 감행한 사후 강도와 평가 외에는 없는 만행이지 혁명 등과 아무 관계가 없다"이라며"이를 권력에 대한 섬멸전이나 내란을 목적으로 한 전투라고 얘기하는 것은 참으로 가소롭기 짝이 없음, 견강부회도 심한이라고 해야 하는 것이다. 여기에는 혁명의 명분 등은 추호도 없고 오직 피에 굶주린 폭도의 무차별적인 살육이 있었을 뿐이다"라고 판단했다.
사카구치에 대해서는 본 사건의 "총 지휘자"로 규정한 후"범행에 모두 공동 정범의 책임을 지는 것은 당연"이라며 경찰관 두명이 사살된 것만 봐도"죽음에 해당하는 "으로 알려진, 통일 공판 조의 항소심에서도 사카구치는 "스스로 주창하고 주도하고 산장 내로부터의 철저 항전을 내놓고 거점으로 한 침실 내에서 순서대로 상황을 파악하면서 다른 사람들을 지휘하고 독려하고 경찰관에 대한 살해 행위를 한 사람인 것에 비추면 피고인 사카구치는 공범자의 소행에 따른 것도 포함해서 엄중히 책임을 묻는 것 아" 있다고 되어있다.
본 사건에 연루된 피고가, 사카구치 히로시는 사형, 요시노 가호는 무기 징역, 카토라린교(체포시 19세)은 징역 13년과 각각 판결이 확정되고 카토 동생(체포시 16세)는 중등 소년원 송치했다. 또한 사카구치에 대한 대법원 판결은 1993년 2월 19일로, 아사마 산장 사건 발생 바로 21년이었다.
국외 도망한 반도 쿠니오는 현재도 국제 지명 수배했다. 경찰 관계자나 마니아 중에는 반도가 체포될 때까지 아사마 산장 사건은 끝나지 않다고 생각하고 있는 사람도 있다.

## 에피소드
컵누들
사건 당시 현장은 평균기온이 섭씨 영하 15도 안팎이었고 기동대원들을 위해 준비한 도시락은 얼어버렸다.현지 주민들이 밥을 지어주고 대원들에게 따뜻한 음식을 제공했던 일화가 있지만 실제로 이를 발견한 것은 바깥 주변을 경비하던 나가노현 경찰대원들뿐이었으며, 최전방의 경시청 대원들에게 배급될 무렵에는 쌀로 만든 카레라이스도 밀랍 세공처럼 얼어 있어 여전히 언 도시락만 지급할 수 있었다고 한다.
어쩔 수 없이 당시 판매가 막 시작된 닛신식품의 컵누들이 대원들에게 배급됐다.간편한 조달 및 조리가 가능한 데다 추운 중장기 근무에 견디는 대원들에게 따뜻한 식사 제공이 가능해 대원들의 사기 유지에 기여하고 있다.
하지만, 사사 아쓰유키의 저서에 의하면, 컵누들은 경시청이 보식으로서 대원에게 정가의 반액으로 반포한 것이지만, 당초 나가노현 경찰·가나가와현 경찰의 대원에게는 팔지 않고(경시청의 예산으로 들여와 경시청이 물을 길어 산으로 옮겨, 경시청의 키친카로 물을 끓였기 때문이라고 하는 것이 그 이유), 경시청과 현경과의 알력을 낳았다.
이 컵라면을 먹는 대원들의 모습이 TV 생방송에 여러 차례 클로즈업으로 보도됐고 평균 시청률 50%가 넘는 주목도를 보여 이 상품의 지명도를 단숨에 높였다.직후부터 다른 현경이나 보도진으로부터의 주문이 잇따라, 그것이 더욱 크게 보도된 것으로, 컵 누들의 매상은 폭발적으로 증가해 일약 히트 상품이 되었다.
모플사
2월 22일 아사다 미쓰테루(립쇼대 교수) 마루야마 데루오(승려) 미토 이와오(도쿄대 조교수) 기무라 소(변호사) 등이 구호연락센터 목풀사라는 이름으로 농성자들과의 교섭을 명목으로 노나카 이쓰오 본부장에게 면회를 요청해 왔다.
"신변안전에 대한 자기책임의 원칙, 대화시 통첩을 하지 말라, 현장경찰관의 지시에 따를 것 등 세 가지 조건을 내걸고 농성자 설득을 순순히 인정하면 고압적인 태도로 임해 온 그들은 동요하며, ""저, 그들이 우리를 향해서도 쏘겠습니까?""라고 물어왔을까요?사가 「그야 쏘고말고요.친부모를 향해 총을 쏘는 패니까요.그럼 부디 조심히 다녀오세요」라고 말하자 「도쿄의 본부와 상의하고 나서 대답하겠습니다」라고 물러났다.
후에 그들이 조건 없는 면회를 요구해 왔기 때문에 거절했는데, 기자 회견을 열어 경찰 비판을 말해, 카루이자와 동내에 숙박해 「연합적군 총격전 단호 지지.산수경 권총으로 사살을 꾀하다.위협이 아니라 정말이야.경시청으로부터 저격반 50명을 모았다」라고 쓰여진 전단을 뿌리는 등의 선전 활동을 실시했다.
이 밖에 일본사회당 소속 전직 대의사인 다카쓰 마사미치가 3월 1일 히비야 야외음악당에서 열린 한 집회에서 연합적군은 불과 5명으로 1400명의 경찰대를 상대로 잘 싸웠다.이제 사회주의 운동은 말뿐이 아니었다.나는 50년 동안이나 이 날이 오기를 학수고대하고 있었다.이것으로 혁명도 얼마 되지 않았을 것이다」라고 연설해 청중의 대갈채를 받는 등, 사건 당시에는 연합 적군을 지지하는 사람도 일정수 존재하고 있었다.
철구 작전
사사에 의하면, 당시 TV 앞의 시청자를 깜짝 놀라게 한 철구 작전은, 실은 히가시오다 강당 사건 때, 당시 경시청 경비 제일 과장으로서 현장 지휘 담당이었던 사사에 자신이 제안한 것이, 후에 아사마 산장에서 실시되었다고 한다. 사사는 전공투에 의한 건물 상부로부터의 저항으로부터 기동대원을 보호하고, 신속하게 점거된 건물에 대한 돌파구·진입로를 안전하게 확보하기 위해서, 야스다 강당의 정면 입구를 건물 해체용인 몬켄으로 단번에 파괴한다, 라고 하는 정면 돌파 작전을 구신했지만, 하타노 아키라 당시 총감으로부터 각하당했다.그 이유로 야스다강당은 국가의 등록유형문화재 제1호이며, 야스다 재벌의 창시자인 야스다 젠지로가 기부하기 위한 배려가 있었던 것이 아닌가 하고 언급하였다.
카토 린쿄는 크레인차가 출현했을 때의 심경에 대해 「산장에 들어갔을 때부터, 「승부가 되지 않는다」라고 생각하고는 있었지만, 이 크레인차의 출현에는 전혀 당해낼 수 없다고 절망감을 느꼈다」라고 되돌아 보고 있다.
최근의 텔레비전 프로그램에서, 경찰 측에 중장비, 철구 크레인을 제공한 기재 회사, 또 실제로 크레인차를 조종한 민간 협력자가 실명으로 보도되고 있다.예전엔 보복을 경계해 TV 프로그램에선 당사자가 부정했다. 하지만, 경찰의 노력으로 연합적군 및 그 신파가 보복활동에 나서는 것이 불가능해졌기(요컨대 연합적군이 궤멸했다) 때문에, 이 상황을 통해 당사자가 실명으로 나타나도 보복의 염려가 없어졌음이 증명되었다고 한다.사용된 철구는 2018년 시점에서 나가노시내의 주식회사 시라타조에 남아 있다.
생중계
1972년 2월 28일 돌입작전 시에 NHK·5개 민영방송이 범인 연행까지 중계하고 있지만 이 중 NHK·니혼TV·TBS·후지TV 중계영상이 VTR로 남아 있다.나가노 방송과 후지 TV가 당시에는 아직 흑백용이었던 나가노 방송의 중계차를 통해 범인 연행 모습을 고감도 카메라로 포착하는 데 성공.당시 보도에 주력하지 않았던 후지TV는 이를 계기로 보도에 힘을 쏟게 됐다.또, 암시 카메라로서 흑백 카메라가 재검토되는 등 후의 텔레비전 보도에 영향을 주었다.
후방의 치안
당시의 나가노현 경찰의 정수 2,350명 가운데, 아사마 산장 사건과 타멤버 잠복의 산사냥을 위해서 838명(정수의 36%)을 동원하고 있었다.이에 따라 사건이 장기화되면서 후방 치안이 걱정됐고 교통사고 증가와 절도범 증가가 우려됐다. 그러나 사건이 장기화되면서 범죄 발생 건수나 교통사고는 감소 추세를 보였다.이는 사건방송이 지나치게 높은 시청률을 보여 많은 사람들이 TV를 시청하고 있어 외출을 자제해 자동차의 절대량이 줄거나, 재택률이 늘어나 빈집털이가 되는 대상 빈집이 줄거나, 범죄자 자신도 TV사건보도를 시청하는 동안 범죄를 저지르지 않았기 때문으로 알려졌다.
경비 심리
「경비 심리학 연구회」의 미야기 오토야히가시 공대 명예 교수·시마다 카즈오 세이신 여자대 교수등이, 현지에 파견되었다.두 교수는 "인포메이션 헝그리 상태에 있는 대원들에게 정보를 부지런히 전달하라" "불빛과 소리에 의한 양동작전으로 범인들이 잠을 못 자게 하라"는 등의 경비본부 간부의 조언을 받았다.
한편 다카하시 미키오 경찰청 차장의 주선으로 이루어진 연구회 현장시찰로 의욕에 차 있던 과학수사연구소 모 기관이 간부들의 면전에서 TV 출연 절차까지 시작하자 분개한 마루야마 다카시 참사관이 도미타 아사히히코 경비국장에게 항의전화를 걸었다.
1. ↑  히키다 소야 (2004년), 《전기록 텔레비전 시청률 50년 전쟁-그 때 1억 명이 감동하였다》 , 고단샤, 118쪽

## 같이 보기
- 연합 적군
- 요도호 사건
- 안보 투쟁